# 杉岡尚樹
杉岡 尚樹（すぎおか なおき、1994年4月18日 - ）は、京都府京田辺市出身のハンドボール選手。日本ハンドボールリーグのトヨタ車体所属。

## 経歴
中央大学時代は2016年に第23回世界学生選手権の日本代表に選出。同年の全日本学生選手権では優秀選手賞に選ばれた。
2017年1月に日本ハンドボールリーグのトヨタ車体へ加入。背番号は「24」。2016-17年シーズンは1試合の出場に終わった。シーズン終了後の5月に行われた第7回全日本社会人ハンドボール選手権大会ではベストセブンに選ばれた。
2017-18年シーズンから背番号を「17」へ変更。
2018年6月のジャパンカップで日本代表に初選出された。2018-19年シーズンは初のベストセブン賞を受賞。
2021年、東京オリンピック日本代表に選出された。1勝4敗で予選ラウンドを終了し最終順位は11位だった。
2023年、2022年アジア競技大会（杭州）日本代表に選出された。準決勝、3位決定戦は勝利ならず、4位で大会を終えた。
2024年6月28日、第33回オリンピック競技大会（パリ2024オリンピック）へ向けたハンドボール男子日本代表・彗星JAPANに内定したことが発表された。

## 詳細情報

### 年度別成績
| 年       | チーム     | 試合 | フィールド 得点 | 率   | 7m    | 合計    | 警告 | 退場 | 失格 |
| -------- | ---------- | ---- | --------------- | ---- | ----- | ------- | ---- | ---- | ---- |
| 2016-17  | トヨタ車体 | 1    | 0/1             | .000 | 0/0   | 0/1     | 0    | 0    | 0    |
| 2017-18  | トヨタ車体 | 17   | 33/57           | .579 | 17/18 | 50/75   | 0    | 1    | 0    |
| 2018-19  | トヨタ車体 | 19   | 75/108          | .694 | 11/13 | 86/131  | 1    | 2    | 0    |
| JHL：3年 | JHL：3年   | 37   | 108/166         | .651 | 28/31 | 136/197 | 1    | 3    | 0    |

### タイトル・表彰

#### 日本ハンドボールリーグ
- ベストセブン賞：1回 (2018年)

#### 社会人選手権
- ベストセブン：2回 (2017年・2019年)

#### その他大会・選手権
- 東アジアクラブ選手権ベストセブン：1回 (2019年)

### 記録

#### 日本ハンドボールリーグ
- フィールドゴール初得点：2017年10月14日、対湧永製薬戦（マエダハウジング東区スポーツセンター）[13]
- 7mスロー初得点：2017年10月28日、対北陸電力戦（刈谷市体育館）[14]

### 背番号
- 24 (2017年)
- 17 (2017年 - )

## 代表歴

### 日本代表
- 世界選手権 (2019年、2021年)
- アジア競技大会 (2018年)
- ジャパンカップ (2018年・2019年)
- 日韓定期戦 (2018年・2019年)
- 欧州遠征 (2019年)

#### 大会別成績
| 年     | 大会             | 対戦国                          | フィールド 得点 | 率   | 7m  | 合計 | 警告 | 退場 | 失格 |
| ------ | ---------------- | ------------------------------- | --------------- | ---- | --- | ---- | ---- | ---- | ---- |
| 2019年 | 世界選手権       | 北マケドニア戦 (予選)           | -               | -    | -   | -    | -    | -    | -    |
| 2019年 | 世界選手権       | クロアチア戦 (予選)             | -               | -    | -   | -    | -    | -    | -    |
| 2019年 | 世界選手権       | スペイン戦 (予選)               | -               | -    | -   | -    | -    | -    | -    |
| 2019年 | 世界選手権       | アイスランド戦 (予選)           | -               | -    | -   | -    | -    | -    | -    |
| 2019年 | 世界選手権       | バーレーン戦 (予選)             | 0/0             | -    | 0/1 | 0/1  | 0    | 0    | 0    |
| 2019年 | 世界選手権       | 朝鮮戦 (21-24位戦)              | 0/0             | -    | 0/0 | 0/0  | 0    | 0    | 0    |
| 2019年 | 世界選手権       | アンゴラ戦 (21-24位戦)          | 0/1             | .000 | 0/0 | 0/1  | 0    | 0    | 0    |
| 2021年 | 世界選手権       | クロアチア戦 (予選ラウンド)     | -               | -    | -   | -    | -    | -    | -    |
| 2021年 | 世界選手権       | カタール戦 (予選ラウンド)       | -               | -    | -   | -    | -    | -    | -    |
| 2021年 | 世界選手権       | アンゴラ戦 (予選ラウンド)       | -               | -    | -   | -    | -    | -    | -    |
| 2021年 | 世界選手権       | アルゼンチン戦 (メインラウンド) | -               | -    | -   | -    | -    | -    | -    |
| 2021年 | 世界選手権       | デンマーク戦 (メインラウンド)   | 2/3             | .667 | 0/0 | 2/3  | 0    | 0    | 0    |
| 2021年 | 世界選手権       | バーレーン戦 (メインラウンド)   | -               | -    | -   | -    | -    | -    | -    |
| 2021年 | 東京オリンピック | デンマーク戦 (予選)             | 0/0             | -    | 0/0 | 0/0  | 0    | 0    | 0    |
| 2021年 | 東京オリンピック | スウェーデン戦 (予選)           | 0/0             | -    | 0/0 | 0/0  | 0    | 0    | 0    |
| 2021年 | 東京オリンピック | エジプト戦 (予選)               | 1/2             | -    | 0/0 | 1/2  | 0    | 0    | 0    |
| 2021年 | 東京オリンピック | バーレーン戦 (予選)             | 0/0             | .000 | 0/0 | 0/0  | 0    | 0    | 0    |
| 2021年 | 東京オリンピック | ポルトガル戦 (予選)             | -               | -    | -   | -    | -    | -    | -    |

### 日本代表U-24
- 世界学生選手権 (2016年)